# Домброва (гміна Тшидник-Дужи)
Домброва (пол. Dąbrowa) — село в Польщі, у гміні Тшидник-Дужий Красницького повіту Люблінського воєводства.
Населення — 354 особи (2011).
У 1975-1998 роках село належало до Тарнобжезького воєводства.

## Демографія
Демографічна структура станом на 31 березня 2011 року:
|          | Загалом | Допрацездатний вік | Працездатний вік | Постпрацездатний вік |
| -------- | ------- | ------------------ | ---------------- | -------------------- |
| Чоловіки | 177     | 33                 | 124              | 20                   |
| Жінки    | 177     | 26                 | 97               | 54                   |
| Разом    | 354     | 59                 | 221              | 74                   |